# Golob (rod Columba)
Columba je rod ptic, ki obsega rod srednje velikih do velikih golobov. Vrste rodu Columba se večinoma imenujejo "golobi", nekatere pa se imenujejo "gozdni golobi". Skalni golob (C. livia) je bil izvorna vrsta za večino udomačenih pasem golobov, kot sta tekmovalni golob in pavji golob, od katerih so nekateri postali prostoživeči. Nekatere vrste so lahko poimenovane tudi kot "grlice". 
V slovenskem jeziku meja med grlicami in golobi ni povsem jasna. Grlice so navadno manjši golobi. Tako manjše vrste iz rodu Streptopelia imenujemo grlice in večje vrste iz rodu Columba pa golobi. Tudi eksotične vrste se običajno poimenujejo glede na velikost, manjše so grlice in večje so golobi.
Ta rod, kot ga poznamo danes, izvira iz Starega sveta,  vendar so nekatere vrste (zlasti udomačeni in skalni golob) bile vnesene zunaj svojega naravnega območja razširjenosti, na primer v Ameriko.

## Taksonomija
Rod Columba je leta 1758 prvi znanstveno opisal švedski naravoslovec Carl Linnaeus v deseti izdaji svojega dela Systema Naturae. Kot tipsko vrsto je leta 1825 določil irski zoolog Nicholas Aylward Vigors goloba duplarja (Columba oenas).
Ameriške vrste golobov,ki so bile nekoč uvrščene v rod Columba, so zdaj razvrščene v samostojen rod Patagioenas. Molekularni dokazi potrjujejo, da ameriška skupina predstavlja ločeno evolucijsko linijo; pravzaprav je rod Patagioenas bazalen v razvejitvi med rodom Columba in rodom Streptopelia. Rod Columba skupaj s Streptopelia in manjšima rodovoma Nesoenas in Spilopelia (sin. Stigmatopelia) predstavlja glavno evolucijsko skupino poddružine Columbinae v Evraziji in Afriki. 
Taksonomski položaj nekaterih afriških vrst golobov,ki so trenutno uvrščene v ta rod, potrebuje dodatne raziskave. Te vrste so manjše od tipičnih predstavnikov rodu Columbain se razlikujejo tudi po drugih značilnostih. Zlasti Columba larvata (limonasta grlica) bi lahko sodila v ločen rod Aplopelia.
Kljub temu pa se zdi, da se je linija tipičnih golobov verjetno ločila od svojih najbližjih sorodnikov že v poznem miocenu, morda pred približno 7–8 milijoni let (Ma).

### Vrste
V rodu je prepoznanih 35 vrst, od katerih sta dve izumrli:
- skalni golob, Columba livia
- hribski golob, Columba rupestris
- Snežni golob, Columba leuconota
- Gvinejski golob, Columba guinea
- Beloovratni golob, Columba albitorques
- duplar, Columba oenas
- Rumenooki golob, Columba eversmanni
- Somalijski golob, Columba oliviae
- grivar, Columba palumbus
- madeirski golob, Columba trocaz
- kanarski golob, Columba bollii
- lovorov golob, Columba junoniae
- Afep golob, Columba unicincta
- Afriški oljčni golob, Columba arquatrix
- Kamerunski oljčni golob, Columba sjostedti
- Saotomejski oljčni golob, Columba thomensis
- Komorski oljčni golob, Columba pollenii
- Hodgsonov golob, Columba hodgsonii
- Belovrati golob, Columba albinucha
- Pepelnati gozdni golob, Columba pulchricollis
- Nilgirski gozdni golob, Columba elphinstonii
- Šrilanški gozdni golob, Columba torringtoniae
- Svetloglavi golob, Columba punicea
- Srebrni golob, Columba argentina – (domnevno izumrl, ponovno odkrit leta 2008)
- Andamanski gozdni golob, Columba palumboides
- črni gozdni golob ali japonski gozdni golob, Columba janthina
- † Boninski gozdni golob, Columba versicolor – izumrl ( ok. 1890 )
- † Rjukjujski gozdni golob, Columba jouyi – izumrl (konec tridesetih let 20. stoletja)
- belogrli golob ali kovinski golob, Columba vitiensis
- beloglavi golob, Columba leucomela
- rumenonogi golob, Columba pallidiceps
- vzhodni bronastovrati golob, Columba delegorguei
- zahodni bronastovrati golob, Columba iriditorques
- otoški bronastovrati golob, Columba malherbii
- limonasta grlica, Columba larvata – včasih ga najdemo v Aplopelia